# 上坂あゆ美
上坂 あゆ美（うえさか あゆみ、1991年8月2日 - ）は、日本の歌人。

## 経歴
静岡県沼津市出身。十代の頃はコンテンポラリーダンスやバレエをしていたが、両親の離婚により経済的な余裕がなくなったため舞台の道を諦める。美術大学でグラフィックデザインを専攻したが美術は向いていないと感じ、営業職に就く。2017年に転職して時間に余裕ができたのを機に短歌創作を始め、新聞歌壇の穂村弘や東直子の選歌欄に投稿する。
2022年に第一歌集『老人ホームで死ぬほどモテたい』でデビュー。短歌以外にも、エッセイやラジオ、演劇など多岐にわたる活動を展開している。

## 出演

### 舞台
2024年
- ロロ新作 劇と短歌「飽きてから」（脚本・演出：三浦直之）[3]

### ラジオ
- 私より先に丁寧に暮らすな（Podcast）[4]
- 上坂あゆ美のオールナイトニッポン0(ZERO)（ニッポン放送、2023年8月12日）[5]

## 著作

### 単行本

#### 歌集
- 『老人ホームで死ぬほどモテたい』書肆侃侃房、2022年2月。ISBN 978-4863855069: 第一歌集。帯文・解説は東直子。装丁は小出鯉子。

#### エッセイ
- 『地球と書いて〈ほし〉って読むな』文藝春秋、2024年11月。ISBN 978-4163919225

### 単行本未収録

#### 掌編小説
- 「睫毛の角度」 - 『文學界』2025年8月号